# Саїль
Саїль (ісп. Sayil) — руїни міста цивілізації мая в штаті Юкатан (Мексика).

## Історія
Засновано у VII столітті племенем мая-чонталь. Доволі швидко утворилося власна держава. Піднесенню сприяло встановлення торговельних зв'язків з морським узбережжям, маянськими царствами Петену та частково з мая гірської області.
Розквіт припав на період між VIII і IX ст., коли населення сягнуло 5-7 тис. осіб. Місто оточували невеличкі поселення (Содсіл, Шкавіль де Яшче, Шканабі, Чак II), в яких займалися вирощуванням та переробкою сільськогосподарських культур. Вже на початку XI ст. почався занепад.
До 1200 року внаслідок вторгнення племен мая-іца Саїль прийшов до занепаду. Цього періоду входило держави на чолі із Майпаном, потім тут був центр області, що була підконтрольна державі Мані.

## Опис
Розташовано в області Пуук, у північній частині півострова Юкатан, на відстані від 7 км на південь від руїн Кабаху, 5 км від Шлапаку та Лабни, у неглибокій долині, серед карстових вапнякових пагорбів. Поруч з містом у давнину проходила велика сакбе з півночі та південь.
Загальна площа становить 5 км2. Архітектура відповідає стилю Пуук. Середню щільність становить 220 будов/км².

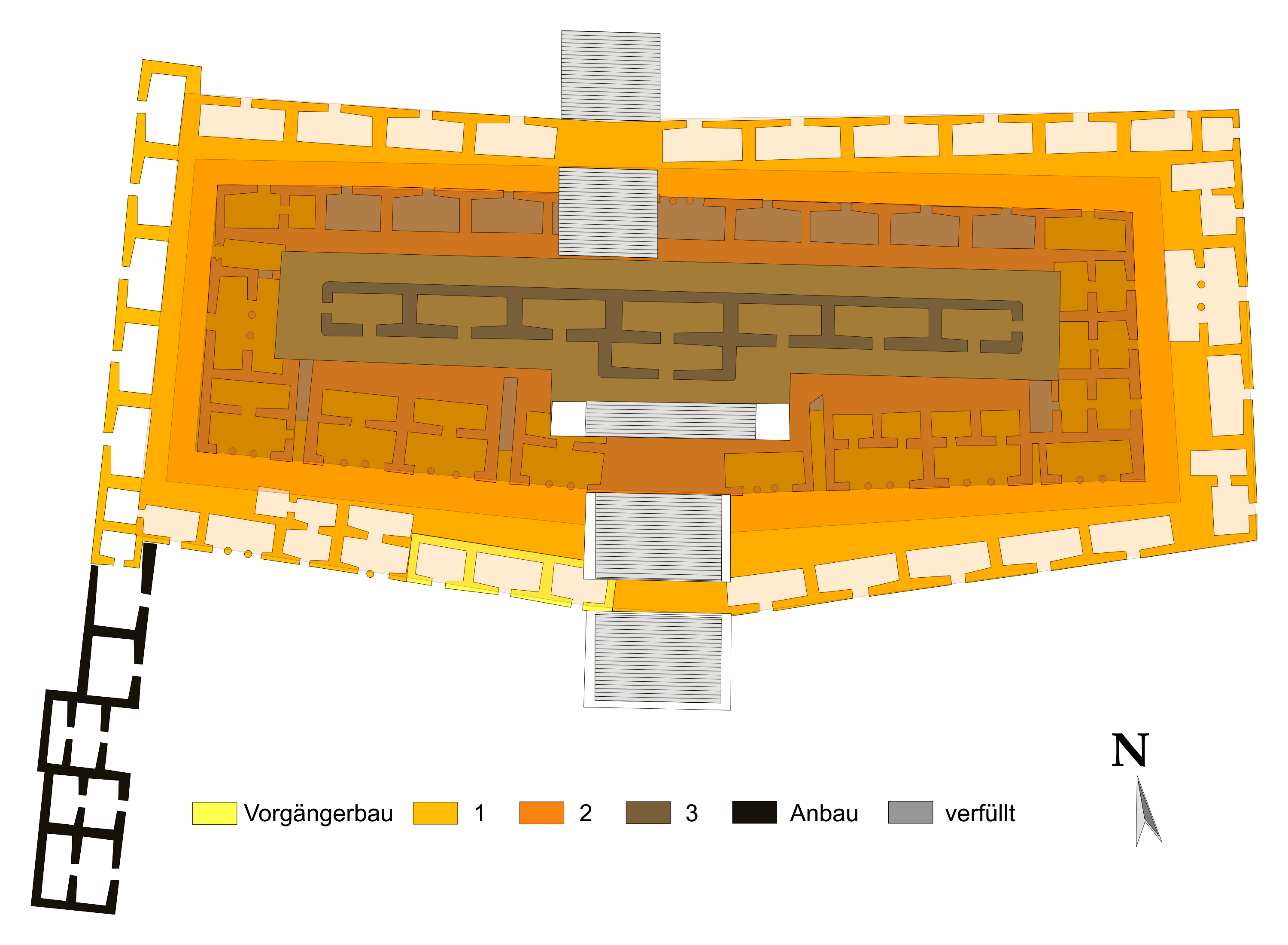
План Великого палацу

Найбільшою будовою є Великий палац, що міститься у північній частині сакбе. Палац має 3 поверхи. За формою є пірамідою, що була пристосована під житло. Має 85 м завдовжки. Основний житловою частиною була перша сходинка піраміди. Перший поверх сильно пошкоджено, і перш за все — задня, північна його сторона. Вважається, що тут знаходилося 52 приміщення. Всі вони мали дверні прорізи, в центральне ж приміщення вів на кшталт парадного входу, розділеного посередині масивною колоною. Друга ступінь, другий поверх, покоїться на цоколі першого ступеня. Вона набагато менше, так що перед приміщеннями другого поверху відкривається простора тераса близько 10 м завширшки. Цей поверх прикрашено багатим, дуже тонко обробленим кам'яним облицюванням. Вхід в кожне з чотирьох приміщень переднього прольоту утворюють дверні прорізи, з боків яких знаходяться дві несучі колони висотою близько 2 м і 0,5 завтовшки. Кожен вхід відділено від сусіднього 8 кам'яними напівкону. Над дверними отворами вперше в Пуук зустрічається символічне зображення Цонтемока — «бога, що спускається». Кімнати другого поверху виходять на портик з колонадою, схожий на давньогрецький. Третій поверх палацу прикрашено простіше. Проте саме тут мешкало найзначніше особа Саїля, який-небудь намісник.
На південних околицях міста розташовується храм-піраміда, що називається «Мірадор» (на відстані 350 м від Великого палацу). Складається з 2 поверхів, з яких частина зруйнована. На вершині було 2 кімнати. У свій час використовувалася також як астрологічна обсерваторія.
Від Мірадора проходить невеличка сакбе-гребля завдовжки 200 м, яка тягнеться на південний схід, а потім повертає на південь. Тут підходить до групи будов, серед яких є декілька палаців та майданчик для гри у м'яч.
З боків великої греблі розкопано рештки різних будов. Серед них інтерес представляє Споруда 3B1, що вирізняється прикрашеним смугою ієрогліфів дверного отвору. Будова 4B1 — з дверним отвором, біля якого стоять 2 різьблені колони, що підтримуються різьбленими капітелями.
На околицях виявлено низку штучних підземних печер.
Посередині греблі, що йде від мірадору виявлено рештки 8 стел та 8 гладеньких вівтарів, що відповідають кінцю класичного періоду. Поруч з Мірадором виявлено фалічну скульптуру.

## Історія досліджень
У 1841 році городище відвідали Джон Ллойд Стефенс та Фредерік Катервуд. У 1842 році відвідав руїни американський письменник Бенджамин Мур Норман, але зробив доволі неякісні малюнки та привів поверхові дослідження. 
У 1951 році дослідження здійснював археолог Д.Брейнерд. У 1962—1964 роках розкопки проводили фахівці Інституту антропології та історії Мексики. У 1983—1988 роках дослідження вели археологи з університетів Пенсильванії та Нью-Мехіко. У 1990—1992 роках Майкл Сміт і Крістофер Дорі провели системну масштабну роботу над вивчення артефактів.
У 1996 році разом з Ушмалєм внесено до переліку Світової спадщини ЮНЕСКО.